# IEEE 802.11j-2004
802.11 J 2004 или 802.11 j — это поправки к стандарту IEEE 802.11, разработанные специально для японского рынка, позволяющие беспроводной локальной сети работать в диапазоне 4,9—5 ГГц в соответствии с японскими стандартами. Поправка была включена в опубликованный стандарт IEEE 802.11-2007.
802.11 — это набор стандартов IEEE, которые регулируют беспроводные сетевые способы передачи. Они широко используются сегодня в стандартах 802.11 a, 802.11 б, 802.11 г и 802.11 N с, чтобы обеспечить беспроводную связь дома, в офисе и некоторых коммерческих учреждениях.

## В Японии
Стандарт 802.11j «Wireless LAN Medium Access Control (MAC) and Physical Layer (PHY) Specifications: 4.9 to 5 GHz Operation in Japan» предназначен специально для японского рынка. Опубликованный в 2004 году, этот стандарт работает в диапазоне 4,9 ГГц — 5 ГГц, чтобы соответствовать японским правилам эксплуатации внутренних, внешних и мобильных радиоустройств.
802.11 J определяет единые методы, которые позволяют точкам доступа менять частоты или ширину канала для повышения производительности или мощности — например, чтобы избежать интерференции с другими беспроводными устройствами.

## В США
В США диапазон 4,9 ГГц зарезервирован для беспроводных приложений общественной безопасности и использующие его устройства Части 15 не могут соответствовать правилам Федеральной комиссии по связи этой страны.